# Димитриос Франдзис
Димитриос Франдзис (на гръцки: Δημήτριος Φραντζής) е гръцки офицер, участник в Гръцката въоръжена пропаганда в Македония.

## Биография
Роден е в Митилини на Лесбос. Става офицер от гръцката армия. Присъединява се към гръцката въоръжена пропаганда в Македония и в 1905 година е изпратен като гръцки учител в северното драмско българско село Волак. Кавалското гръцко консулство го назначава за основен организатор на местните гръцки революционни комитети, воюващи с българските чети на ВМОРО. Капитан е на четата, която се сражава с българска чета край Волак. Жена му Евангелия Франдзи, която заедно с него става учителка във Волак, е отровена от българки.